# اچ‌ام‌اس موزل (۱۸۰۴)
اچ‌ام‌اس موزل (۱۸۰۴) (به انگلیسی: HMS Moselle (1804)) یک کشتی بود که طول آن ۱۰۰ فوت ۱ ۱⁄۲ اینچ (۳۰٫۵ متر) بود. این کشتی در سال ۱۸۰۴ ساخته شد.